# Nokia Nseries
Nokia Nseries é uma família de produtos multimídia projetado e comercializado pela fabricante finlandesa Nokia. Os aparelhos que compõem a linha são conhecidos por conter várias tecnologias, como redes sem fio, 3G, câmaras digitais de alta resolução, além de outros recursos multimídia e jogos.
Dentre os aparelhos que a compões, o N95, N73 e o N9 são alguns dos produtos de maior êxito comercial da linha.

## História

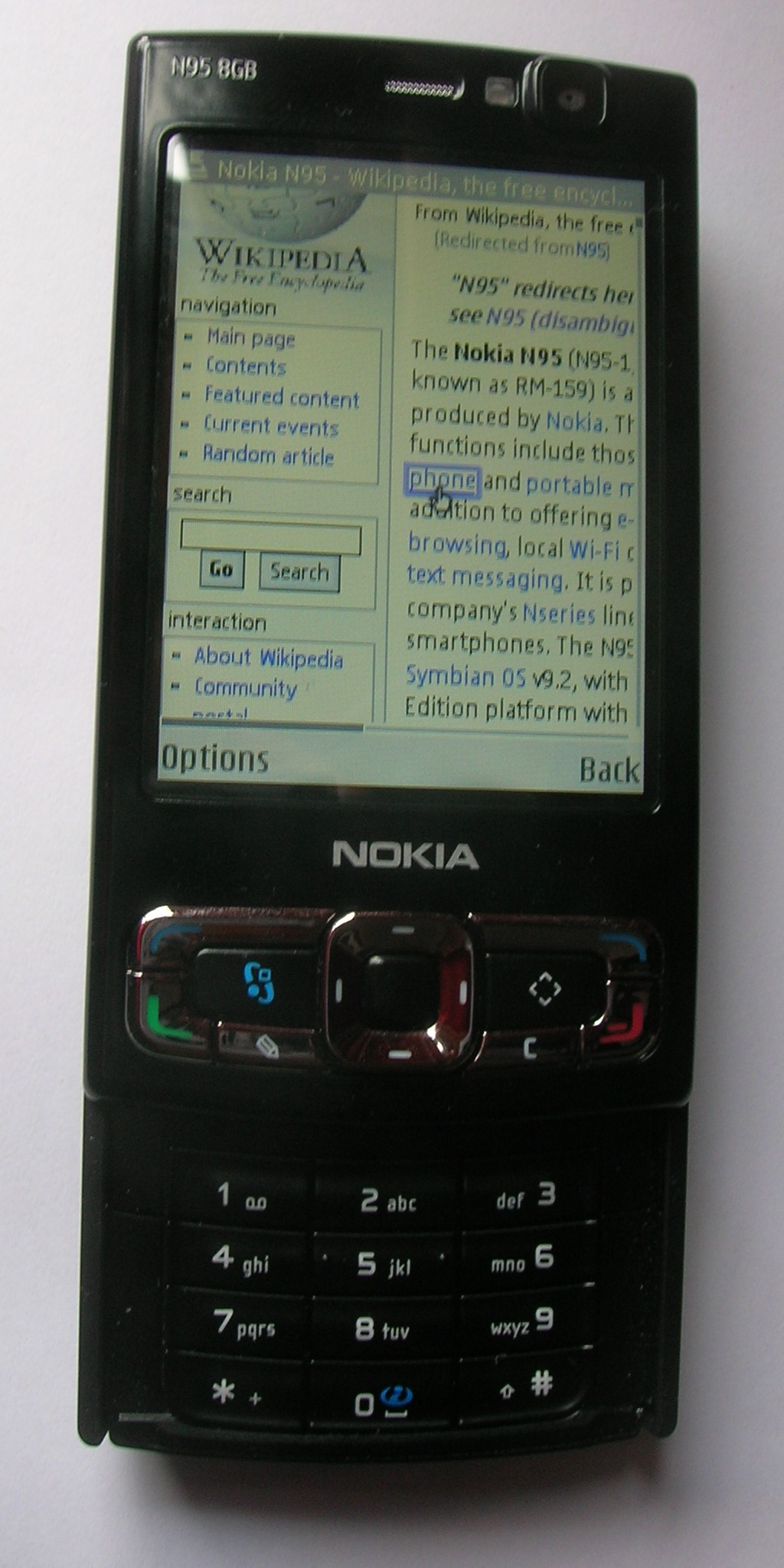
Nokia N95 8GB, acessando à Wikipédia através de um navegador web.

No dia 27 de abril de 2005, a Nokia anunciou uma linha de dispositivos de multimídia, numa conferência de imprensa de fabricantes de telefones celulares em Amsterdã. Os três primeiros aparelhos da Nseries apresentados na conferência foram o N70, N90 e N91. Em 2 de novembro daquele ano, a Nokia anunciou o N71, N80 e N92, e em 25 de abril de 2006, a Nokia anunciou o N72, N73 e N93, e em 26 de setembro de 2006, a Nokia anunciou o N75 e N95.
Em 8 de janeiro de 2007, a Nokia anunciou o Nokia N76, Nokia N77 e Nokia N93i. Em 29 de agosto de 2007, a Nokia anunciou o N95 8GB, N81, N81 8GB, e em 14 de novembro de 2007, a Nokia anunciou o 82, o primeiro Nokia com flash Xenon. No GSMA 2008, realizada em Barcelona, o N96 e N78 foram revelados. Dois novos aparelhos Nseries foram revelados no final de agosto de 2008, o Nokia N79 e Nokia N85. Em 02 de dezembro de 2008, a Nokia Nseries anunciou o Nokia N97. Em 17 de fevereiro de 2009, a Nokia anunciou o Nokia N86 8MP, que possui uma câmera de oito megapixels. O Nokia N8 com câmera de doze megapixels foi anunciado em abril de 2010 e em junho de 2011 foi lançado o Nokia N9.

## Características
A Nokia Nseries é direcionado a usuários que procuram usar vários recursos em um único dispositivo. As câmeras, melhores do que a média frequentemente encontrado nos aparelhos Nseries são um exemplo, assim como a reprodução de vídeo e música e visualização de fotos, dentre a capacidade de armazenamento destes dispositivos, que se assemelham as de outros dispositivos de mídia. Em todos os aparelhos recém-lançados há GPS, MP3 player, entre outras funcionalidades.
Os números descrevem as características do telefone:
- N7x - Aparelhos medianos, menos caros e com menos recursos;
- N8x - Câmeras de alta qualidade;
- N9x - São os aparelhos de maior qualidade e os mais caros da série.

## Sistemas operacionais

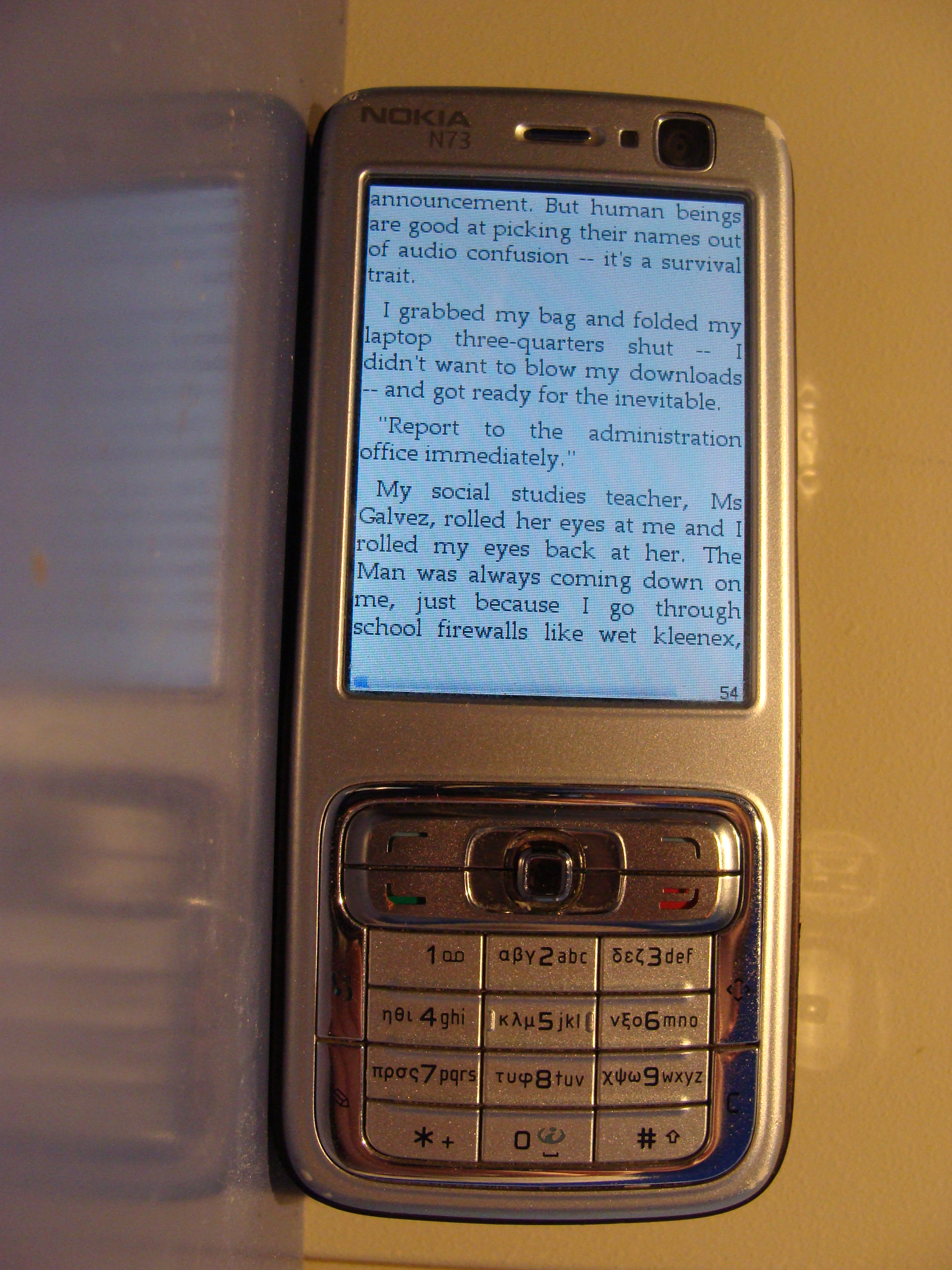
Nokia N73 em um documento aberto, através de um pacote Office.

O primeiro sistema operacional em um aparelho da Nseries foi Symbian OS 8,1, assim como o N70 e N90. Logo o SymbianOS 9 começou a ser utilizado em todos os dispositivos Nseries posteriores (exceto o N72, que foi baseado no N70). O N800, N810 e N900 são versões de julho de 2010 os únicos dispositivos Nseries não usar Symbian OS, mas Maemo, baseado em Linux.